# Nonciature apostolique

Relations internationales du Saint-Siège :
Relations diplomatiques ;
Autres relations.

La nonciature apostolique est le nom traditionnellement attribué à la mission diplomatique du Saint-Siège auprès d'un État ; elle est dirigée par le nonce apostolique. La tâche officielle de la nonciature ne se limite pas aux relations régies par le droit international, avec le Saint-Siège et l'État de réception, mais elle s'étend également aux relations régies par le droit canonique, entre le Siège apostolique et les hiérarchies catholiques locales.
Nommé par le Pape, le nonce est l'équivalent d'un ambassadeur. Le terme de nonciature désignant également sa résidence, il constitue donc l'équivalent de celui d'ambassade.

## Historique
Historiquement, le terme « nonciature apostolique » ne se trouve pas dans les documents antérieurs à la seconde moitié du XIVe siècle. La fonction du nonce apostolique est cependant beaucoup plus ancienne et peut déjà être reconnue dans les missi discurrentes ou dans les apocrisari (terme utilisé au haut Moyen Âge), représentants du Pape à la cour de l'empereur byzantin,.
Au XVIe siècle, les nonciatures papales sont apparues comme institutions permanentes du Saint-Siège, d'abord auprès des cours royales catholiques romaines, comme à Vienne et Graz, à Madrid, ou auprès des princes-électeurs. La plus ancienne institution de ce type est la nonciature permanente à la cour du roi Ferdinand Ier (empereur du Saint-Empire), établie à Vienne en 1529. L'appareil de représentation diplomatique du Saint-Siège avec la figure du nonce apostolique est créé par le pape Paul III (1534-1549), répondant à un besoin consécutif au développement de la crise luthérienne. Après le concile de Trente (1545-1563), les nonces deviennent les pierres angulaires de la politique étrangère de l'Église de Rome.
Jusqu'au début du XXe siècle, l'institution se développe au rythme de la création des États-nation, avec six nonciatures en 1900 (Vienne, Madrid, Paris, Lisbonne, Munich et Bruxelles) et trois inter-nonciatures (Brésil, Pays-Bas, Argentine). La diplomatie vaticane accueille plusieurs légations temporaires pendant la Première Guerre mondiale. Une nonciature est créée symboliquement en Allemagne en 1920. Les nouveaux États issus du traité de Versailles accueillent des missions diplomatiques pontificales. Une nonciature est établie en Suisse en 1918, sans qu'une ambassade soit ouverte à Rome.
Depuis 1701, la formation des diplomates du Saint-Siège a lieu à l'académie pontificale ecclésiastique.

## Cadre réglementaire
Le Code de droit canonique de 1983 ne contient aucune référence au nonce ou à la nonciature, mais réglemente la figure du légat apostolique à qui il attribue la tâche de représenter le Pape dans les Églises locales et, en outre, de représenter le Saint-Siège auprès des gouvernements. Il affirme notamment que la fonction ecclésiastique prime sur la fonction diplomatique.
Selon le motu proprio Sollicitudo omnium ecclesiarum de 1969 qui, bien qu'antérieur au nouveau code, réglemente encore la question, lorsque le légat n'a que des tâches spirituelles, il prend le nom de délégué apostolique, tandis que lorsqu'il combine des tâches diplomatiques avec des tâches ecclésiales, il prend le nom du nonce apostolique.
La mission apostolique des nonciatures a un statut élaboré par les décrétales et les décrets du concile de Trente.
Les États peuvent considérer parfois avec suspicion les nonciatures du fait de leur double fonction, comme la France, monarchique ou républicaine, qui demeure gallicane et ne tolère pas cette activité extra-diplomatique, à l'exception des « informations canoniques » prévues par le concordat. A contrario, certaines Églises nationales n'apprécient pas la nonciature qu'elles assimilent à une forme de surveillance.

## Fonction ecclésiastique
Le canon 364 dit que la tâche principale du légat pontifical est de « rendre toujours plus solides et efficaces les liens d'unité qui existent entre le Siège apostolique et les Églises particulières ». Cette formulation est profondément innovante par rapport à l'ancien code et indique la tâche du légat (ou, selon la dénomination traditionnelle, du nonce) de « prendre soin et renforcer le lien éternel entre les diocèses et l'Église de Rome ».
La constitution apostolique Sacrae Disciplinae Leges du 25 janvier 1983, qui a promulgué le nouveau Code de droit canonique de 1983, dit que cette règle trouve son fondement dans le Lumen gentium.
Il appartient au nonce de renforcer le lien entre les Églises régionales et le Siège apostolique. Il participe toujours à la séance d'ouverture de l'assemblée générale de la Conférence épiscopale.
Le rôle du légat dans le choix des nouveaux évêques est particulièrement décisif ; ils doivent « en ce qui concerne la nomination des évêques, communiquer ou proposer les noms des candidats au Siège apostolique, ainsi que diriger le processus d'information sur les candidats à la promotion, selon le normes données par le Siège Apostolique ». Concernant la nomination de nouveaux évêques dans les diocèses qui font partie de l'État sous sa juridiction, le nonce mène les enquêtes pertinentes, préparant, envoyant et organisant les questionnaires demandant quel pourrait être le bon profil du nouveau pasteur ; il met à jour la liste des prêtres périodiquement proposés par les évêques comme aptes à l'épiscopat ; il propose un trio de candidats au Dicastère pour les évêques parmi lesquels le pape choisit le nouvel évêque.

## Fonction diplomatique
Selon les normes du droit international approuvées par la Convention de Vienne sur les relations diplomatiques de 1961, le nonce apostolique a le rang d'ambassadeur extraordinaire et plénipotentiaire de première classe, avec les mêmes prérogatives que les ambassadeurs de tout autre pays, qui garantit aux états dotés d'une personnalité juridique internationale un droit de légation active, droit confirmé dans le cas du Saint-Siège par le traité du Latran et réaffirmé par le Code de droit canonique de 1983, qui établit que le pape a le droit inné et indépendant de nommer les légats et de les envoyer auprès des Églises particulières ou auprès des États et des autorités publiques.
Le décanat lui est reconnu de droit, quelle que soit l'ancienneté de nomination, et il peut donc bénéficier d'une préséance protocolaire dans la plupart des États depuis le Congrès de Vienne (1815), maintenu par la convention de Vienne de 1961 qui permet toujours à un État d'attribuer ces prérogatives au nonce apostolique. Ce titre de « doyen » du corps diplomatique est interprété par le Saint-Siège comme une marque de supériorité du spirituel sur le temporel. La nomination du nonce étant généralement de longue durée, n'étant pas conditionnée, comme cela arrive parfois dans d'autres États, par d'éventuels changements de gouvernement, le nonce occupe souvent de facto le rôle de doyen. On parle d'un internonce lorsque le titre n'est pas reconnu par un pays et d'un pro-nonce dans les pays qui contestent cette fonction.
Les nonciatures se déclinent en nonciature de 1re et de 2de classe, la première débouchant sur la barrette cardinalice. Elles peuvent gérer les relations avec plusieurs États, comme celle de Bogota qui concerne toute l'Amérique latine hors Brésil tout au long du XIXe siècle.
Le nonce apostolique est le représentant diplomatique permanent du Saint-Siège auprès d'un État, c'est-à-dire le chef de la mission diplomatique. Au sein de la hiérarchie ecclésiastique, il porte généralement le titre d'archevêque titulaire. Les nonces apostoliques ne devraient pas avoir plus de 75 ans. Grâce à son accréditation, le nonce bénéficie de l'immunité diplomatique habituelle dans le pays hôte. Son prédicat honorifique est : « Son Son Excellence ».
Un nonce, qui agit en même temps comme représentant auprès des États conformément aux normes du droit international, a pour tâche particulière de promouvoir et d'entretenir les relations entre le Siège apostolique et les États étrangers et de traiter les questions affectant ces relations entre l'Église et l'État. Il traite d'une manière particulière les concordats et autres accords bilatéraux, dans la mesure où ils doivent être conclus et mis en œuvre.
Le nonce apostolique et ses collaborateurs (conseillers, auditeurs et secrétaires de nonciature) sont tous diplomates et font donc partie du corps diplomatique accrédité auprès de l'État étranger.
Le Saint-Siège dispose de l’un des meilleurs réseaux de missions étrangères au monde. En 2024, il existe des représentations du Saint-Siège dans 188 pays (176 nonciatures, dix délégations et deux représentations à statut spécial). Il existe également onze représentations auprès de diverses organisations internationales. 

## Cas particuliers
Dans les pays avec lesquels le Saint-Siège n'entretient pas de relations diplomatiques, un délégué apostolique est envoyé pour assurer la liaison avec l'Église locale ; ce dernier, contrairement au nonce, n'est pas accrédité par le gouvernement de l'État et donc, bien qu'il ait le même rang ecclésiastique que les nonces, n'a pas le statut d'agent diplomatique ; cependant, dans certains pays, il bénéficie toujours de privilèges diplomatiques ; par exemple, un délégué apostolique a servi de représentant diplomatique de facto aux États-Unis et au Royaume-Uni jusqu’à la fin du XXe siècle, lorsque les relations diplomatiques officielles furent établies entre ces États et le Saint-Siège et que l’on procéda à la nomination de nonces apostoliques.
Le légat a latere est un représentant papal temporaire ou à vocation spéciale.
Les membres du clergé et les laïcs qui, en tant que dirigeants ou membres, font partie d'une mission pontificale auprès d'organisations internationales ou prennent la parole lors de conférences internationales sont également des représentants du Saint-Siège. Ils ont le titre de délégués et d'observateurs, selon que le Saint-Siège est membre ou non de l'Organisation internationale, et selon qu'il participe à la conférence avec ou sans droit de vote.
De 1965 à 1991, le terme pro-nonce désignait le représentant diplomatique du Saint-Siège qui exerçait toutes les fonctions d'ambassadeur auprès d'un État qui ne lui reconnaissait pas le droit au décanat, conformément à la Convention de Vienne.
Dans le passé, l'internonce était un représentant diplomatique papal de second ordre, correspondant dans l'échelle hiérarchique diplomatique au rang d'envoyé extraordinaire et de ministre plénipotentiaire . Il était chargé des mêmes fonctions et conférait les mêmes pouvoirs que le nonce apostolique, dans les États où il n'y avait pas de nonce apostolique. Avant 1829, l'internonce était le titre habituellement porté par le chef par intérim d'une mission diplomatique lorsque le nonce avait quitté ses fonctions et qu'un remplaçant n'avait pas encore été désigné.

## Bâtiment
La nonciature est aussi un bâtiment. Comme tout palais diplomatique, il a un blason et un drapeau, et est doté d'un privilège d'exterritorialité, qui s'éteint en cas de rupture diplomatique. Du fait de ce droit, la nonciature constitue parfois un refuge.

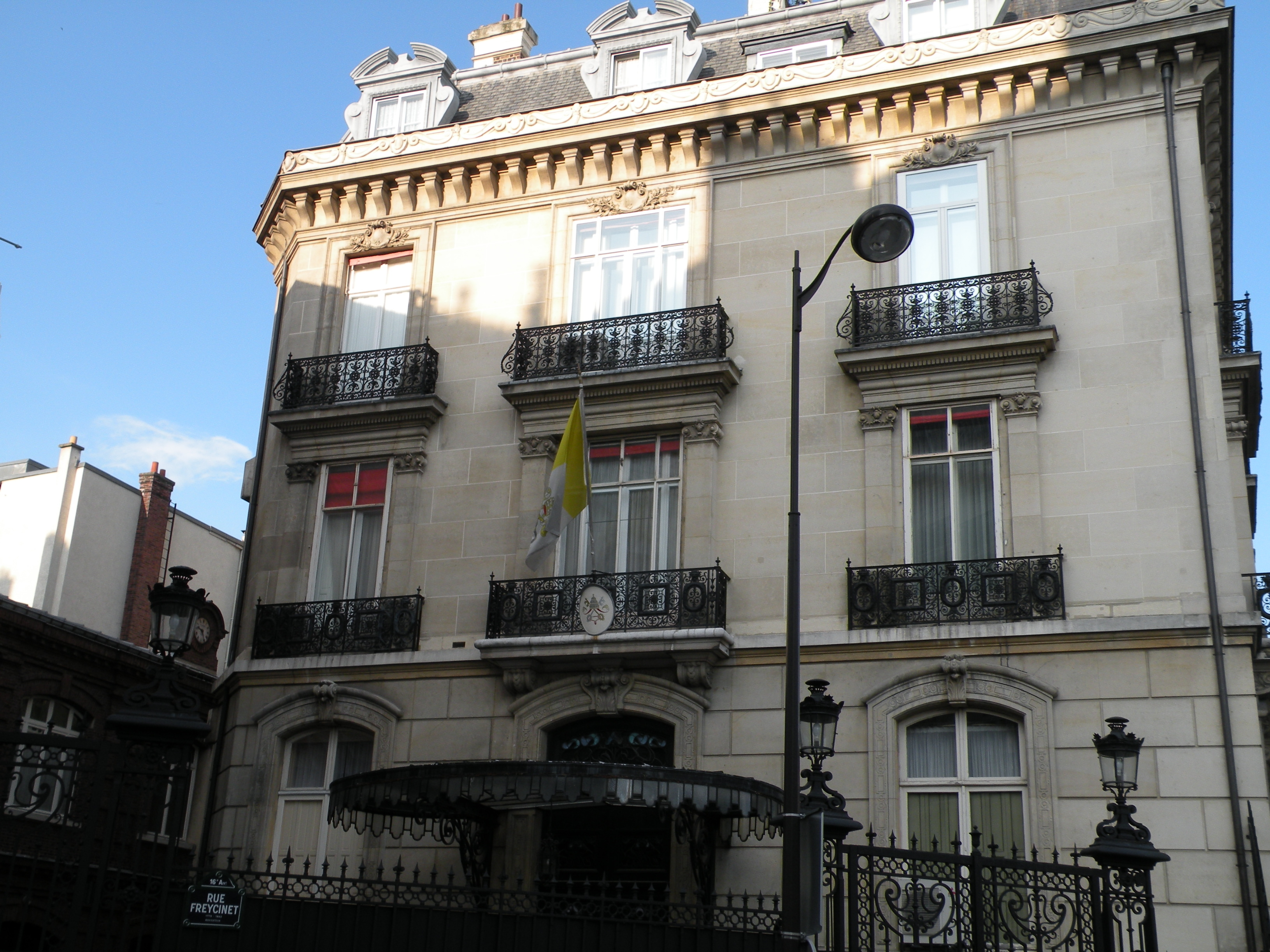
Nonciature apostolique de Paris.
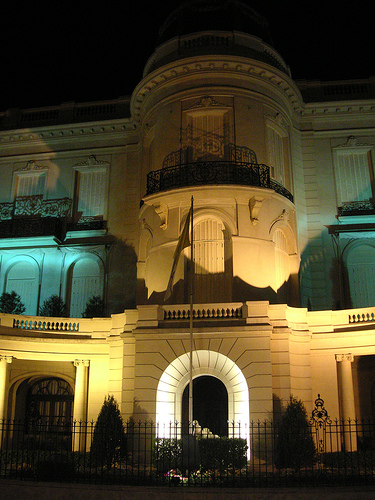
Nonciature apostolique de Buenos Aires.
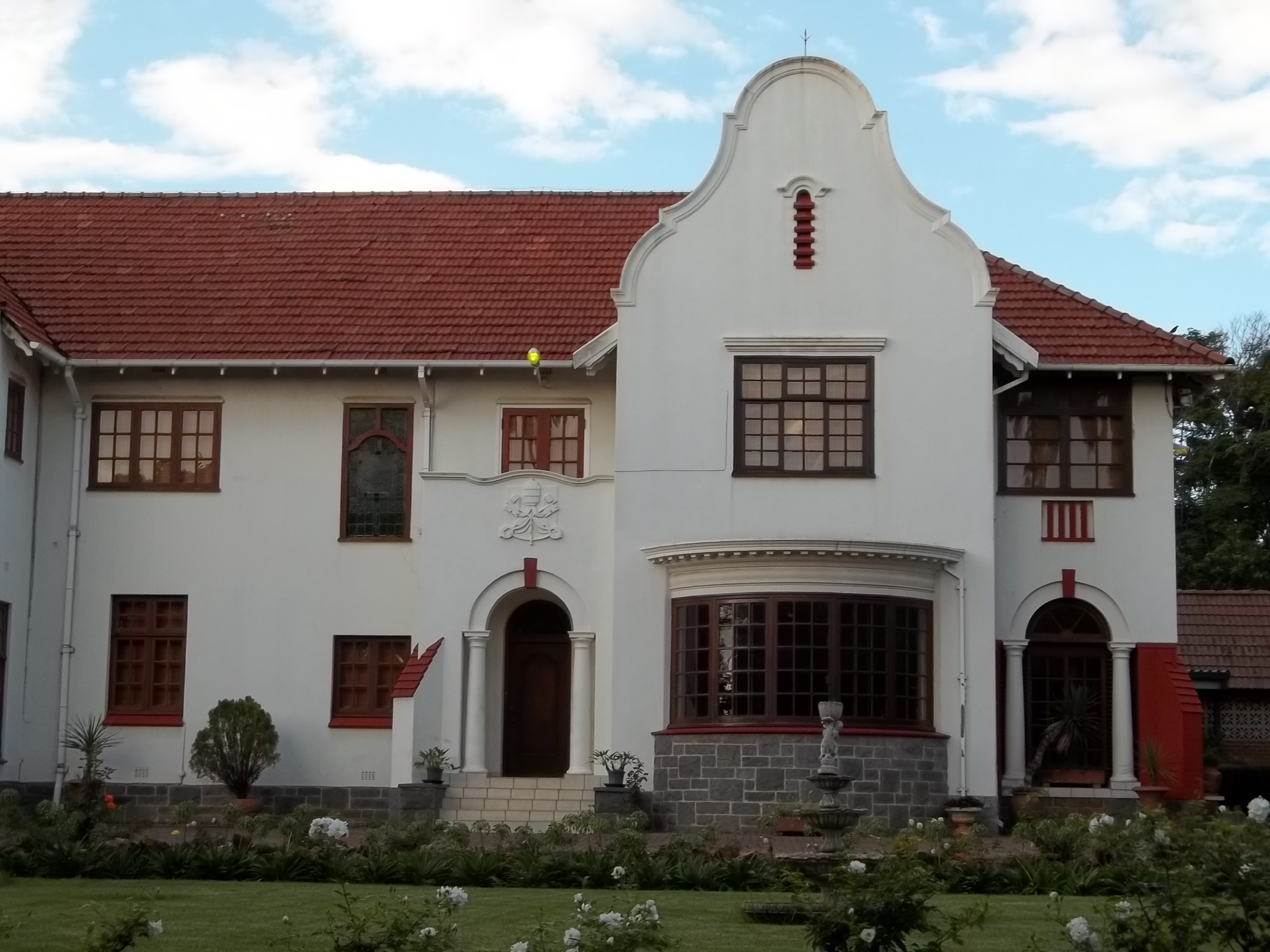
Nonciature apostolique de Pretoria.